# کارلوس موروس گراسیا
کارلوس موروس گراسیا (انگلیسی: Carlos Moros Gracia؛ زادهٔ ۱۵ آوریل ۱۹۹۳) بازیکن فوتبال اهل اسپانیا است.